# William Joseph Burns
William Joseph Burns (nasceu a 4 de abril de 1956) é um diplomata americano que serviu como Diretor da Agência Central de Inteligência no governo de Joe Biden. Anteriormente, foi secretário adjunto de Estado dos Estados Unidos (2011–2014). Ele aposentou-se do Serviço de Relações Exteriores dos EUA em 2014, após uma carreira diplomática de 33 anos. Desde 2014, ele atuou como presidente do Carnegie Endowment for International Peace. 
Burns serviu anteriormente como Embaixador dos Estados Unidos na Jordânia de 1998 a 2001, Secretário de Estado Adjunto para Assuntos do Oriente Médio de 2001 a 2005, Embaixador dos Estados Unidos na Federação Russa de 2005 a 2008 e Subsecretário de Estado para Assuntos Políticos Assuntos de 2008 a 2011.
Em janeiro de 2021, o presidente Joe Biden nomeou Burns para chefiar a Agência Central de Inteligência. Atualmente é o diretor da Agência Central de Inteligência.

## Infância e Educação
Burns nasceu em Fort Bragg, Carolina do Norte. O seu pai, William F. Burns, era Major General do Exército dos Estados Unidos, Subsecretário de Estado Adjunto para Controle de Armas, Escritório de Assuntos Político-Militares do Departamento de Estado, e serviu como Diretor do Controle de Armas dos Estados Unidos e na Agência de Desarmamento em 1988–1989 da administração de Ronald Reagan e como primeiro enviado especial dos EUA para negociações de desnuclearização com ex-países soviéticos sob a legislação patrocinada pelos senadores Sam Nunn e Richard Lugar.
Ele recebeu um BA em história pela La Salle University e M.Phil. e D.Phil. diplomado em relações internacionais pela St John's College, Oxford, onde estudou como Marshall Scholar.

## Carreira

### Serviço de Relações Exteriores dos Estados Unidos
Burns ingressou no Serviço de Relações Exteriores em 1982 e atuou como Secretário de Estado Adjunto de 2011 a 2014. Ele atuou como Subsecretário dos Assuntos Políticos de 2008 a 2011. Ele foi Embaixador dos EUA na Rússia de 2005 a 2008, Secretário de Estado Adjunto dos Assuntos Orientais de 2001 a 2005, e Embaixador dos EUA na Jordânia de 1998 a 2001. Ele também foi Secretário Executivo do Departamento de Estado e Assistente Especial dos Secretários Warren Christopher e Madeleine Albright , Ministro-Conselheiro para os Assuntos Políticos na Embaixada dos EUA em Moscou, Diretor Interino e Diretor Adjunto Principal da Equipe de Planejamento de Políticas do Departamento de Estado e Assistente Especial do Presidente e Diretor Sênior para Assuntos do Oriente Médio e do Sul da Ásia no Conselho de Segurança Nacional dos EUA.
Um telegrama que Burns assinou como embaixador na Rússia em agosto de 2006, divulgado pelo WikiLeaks, fornecia um relato detalhado de uma testemunha ocular do luxuoso casamento organizado em Makhachkala pelo membro da Duma russa e chefe da Dagestan Oil Company Gadzhi Makhachev para o seu filho. O casamento durou dois dias e entre os participantes estava Ramzan Kadyrov, da Chechênia. Em 2015, Burns disse a Gideon Rachman do Financial Times que o telegrama foi "em grande parte escrito pelos seus colegas", com Rachman observando que o telegrama ganhou a reputação de "um pequeno clássico da escrita cómica, o seu tom muito diferente do que se poderia esperar de um telegrama diplomático".  Em junho de 2013, Andrew Kuchins comentou sobre a passagem de Burns em Moscou: "Foi um período em que o relacionamento estava se deteriorando muito, mas ele era pessoalmente respeitado pelas autoridades russas como um diplomata profissional consumado".
Num artigo publicado no The Atlantic em abril de 2013, Nicholas Kralev elogiou-o como a "arma diplomática secreta" desdobrada contra "alguns dos desafios de política externa mais espinhosos dos EUA".
Em novembro de 2020, conforme Burns o seu nome estava sendo citado pela imprensa como um dos vários possíveis candidatos a serem nomeados por Joe Biden para a secretária de Estado, broadsheet da Rússia Kommersant ' fontes de s 'nas estruturas do Estado' da Federação Russa concordaram que sua candidatura seria "a mais vantajosa para Moscou de todas as cinco citadas" na mídia.

## Diretor da Agencia Central de Inteligência

### Nomeação para Diretor da CIA
A 11 de janeiro de 2021, Joe Biden anunciou que planejava nomear Burns como Diretor da Agência Central de Inteligência, dizendo que Burns compartilhava a sua crença "de que a inteligência deve ser apolítica e que os dedicados profissionais de inteligência servem a nossa nação, e  que merecem a nossa gratidão e respeito".
Em 24 de fevereiro, a sua indicação foi bem recebida na audiência de confirmação no Senado.